# Tsutae Yagi
Tsutae Yagi (Japans: 八木伝 Yagi Tsutae) (Nagano, 1909 – ?) is een Japans componist en muziekpedagoog.

## Levensloop
Yagi studeerde aan de militaire Toyama muziekschool in Tokio bij onder anderen Masao Oki en Keizo Horiuchi (compositie). Verder studeerde hij aan de Nihon University, College of Art in Tokio bij Kiyose Yasuji en Fumio Hayasaka. 
Als componist schreef hij werken voor diverse genres en won hij verschillende prijzen. Aan het einde van de Tweede Wereldoorlog of beter de Tweede Chinees-Japanse Oorlog kon hij een bepaalde tijd niet terug naar Japan. In deze tijd was hij docent binnen de muziekafdeling van de Changchun universiteit. 

## Composities

### Werken voor orkest
- Suite "ethnic dance"

### Werken voor harmonieorkest
- 1938 Twilight, symfonisch gedicht
- 1940 Beautiful march
- 1940 Rinpo
- 1940 Firmament march
- Japanese dance song

### Kamermuziek
- Strijkkwartet